# Brommella
Brommella là một chi nhện trong họ Dictynidae.

## Các loài
Tại thời điểm tháng 5 năm 2019 người ta công nhận 22 loài thuộc chi này.
- Brommella baiseensis Li, 2017 – Trung Quốc.
- Brommella bishopi (Chamberlin & Gertsch, 1958) – Hoa Kỳ.
- Brommella casseabri Li, 2017 – Trung Quốc.
- Brommella chongzuoensis Li, 2017 – Trung Quốc.
- Brommella digitata Lu, Chen & Zhang, 2015 – Trung Quốc.
- Brommella dolabrata Li, 2017 – Trung Quốc.
- Brommella falcigera (Balogh, 1935) (loài điển hình) – Châu Âu, Thổ Nhĩ Kỳ và có thể cả ở Iran?
- Brommella funaria Li, 2017 – Trung Quốc.
- Brommella hellenensis Wunderlich, 1995 – Hy Lạp.
- Brommella josephkohi Li, 2017 – Trung Quốc.
- Brommella lactea (Chamberlin & Gertsch, 1958) – Hoa Kỳ.
- Brommella linyuchengi Li, 2017 – Trung Quốc.
- Brommella monticola (Gertsch & Mulaik, 1936) – Hoa Kỳ.
- Brommella punctosparsa (Oi, 1957) – Trung Quốc, bán đảo Triều Tiên, Nhật Bản.
- Brommella renguodongi Li, 2017 – Trung Quốc.
- Brommella resima Li, 2017 – Trung Quốc.
- Brommella sejuncta Li, 2017 – Trung Quốc.
- Brommella spirula Li, 2017 – Trung Quốc.
- Brommella tongyanfengi Li, 2017 – Trung Quốc.
- Brommella wangfengcheni Li, 2017 – Trung Quốc.
- Brommella xinganensis Li, 2017 – Trung Quốc.
- Brommella yizhouensis Li, 2017 – Trung Quốc.